# Felipe Bravo
Felipe Manuel Bravo Andrés (Villasarracino, 2 de febrero de 1823-Bauán, 8 de febrero de 1894) fue un religioso y autor español.

## Biografía
Nació en 1823 en la localidad española de Villasarracino. Desempeñó diversos cargos en las islas Filipinas, sobre las que, a cuatro manos con el también religioso Manuel Buzeta, escribió un Diccionario geográfico, estadístico, histórico que vio la luz en dos volúmenes entre 1850 y 1851. Falleció en 1894 en Bauán, donde fungía como prior provincial.